# Chronologie des universités françaises
Cet article dresse la chronologie des créations, suppressions, fusion et scissions des universités en France de nos jours. En dépit de l'esprit libre de l'enseignement et de l'étude qui caractérise l'université, cette dernière était et est toujours soumise sous les lois. À l'origine, il s'agissait de l'autorisation du pape, laquelle était indispensable. D'ailleurs, l'université avait besoin de la protection et des privilèges, des souverains, et de nos jours, de l'État. D'où, la liste contient tant la date de la fondation que celles des approbations.
Autrement dit, il ne fallait pas que l'université soit fondée par quiconque. Soit un pape (souverain pontife) soit un souverain avait le droit de créer une université, avec un dossier enregistré. Et cette création devait être ratifiée par l'autre fonction, de même avec une bulle pontificale ou unes lettres patentes. Il est à noter que, pendant le grand schisme d'Occident, un certain nombre d'universités étaient autorisées par des antipapes, car les princes sous le Saint-Empire romain germanique voulaient éviter l'influence de Rome.
On constate que plus de la moitié des universités françaises, fondées dans les premiers siècles de création, ont été établies par les princes étrangers y compris ceux de l'apanage (telle la maison d'Anjou[Laquelle ?]). Une part, l'Hexagone n'existait pas jusqu'à la fin du règne de Louis XI († 1483). D'autre part, la veille de la Renaissance qui coïncidait à la création des premières universités, les princes intelligents voulaient posséder leur centre intellectuel et académique sur leurs propres terrains. La France hérite les ouvrages de cet enthousiasme.
Légende /

- 1289 : création d'une université selon un document officiel enregistré ou diffusé ;

- 1559 - 1560 : retard de la création administrative, si cela était documenté ;
 
- 1542 : re-création d'une université ;

- (1479) : transfert d'une université à un autre lieu ;
 
- [1751] : disparition d'une université, issue de la fusion avec une autre université ;

- - 1978 - : plan ou changement administratif ;
 
- « 2007 » : année de l'adoption d'une loi ou d'un décret, qui concernait le statut sur l'université, suivie de ladite loi ou de ledit décret ;
 
- SA : suppression effectuée avant la Révolution française (celle qui n'existe plus) ;

- SR : suppression définitive à la suite de la Révolution (celle qui n'existe plus) ;

- Ul : université libre selon la loi du 12 juillet 1875 ;

- Up : université pontificale ratifiées canoniquement par le Saint-Siège, parmi ces universités libres ;

- 1881 : création de faculté libre publique ou laïque selon la loi du 12 juillt 1875 puis la loi du 18 mars 1880.

## Ancien Régime
- 1200 : Création de l’université de Paris :
  - 1200 : par diplôme du roi Philippe II Auguste (texte)[2] ;
  - 1215 : approbation par statuts du cardinal Robert de Courçon, lequel était mandaté par le pape Innocent III, datés en août (texte / fac-similé) ;
  - 1231 : confirmation directe des privilèges par le pape Grégoire IX avec bulle Parens scientiarum datée du 14 avril (texte)[T 2].

- 1229 : Création de l’université de Toulouse :
  - 1229 : par traité de Paris conclu le 12 avril entre le roi Louis IX et le comte Raymond VII de Toulouse (texte en extrait)[3] ;
  - 1233 : approbation du pape Grégoire IX par bulle datée du 30 avril (texte).

- 1289 : sous le royaume de Majorque / Création de l’université de Montpellier :
  - 1289 : confirmation de la fusion des trois facultés (médecine, arts et droit) en tant qu'université par le pape Nicolas IV avec bulle datée du 26 octobre Quia sapientia (texte / fac-similé) ;
  - 1331 : université de médecine maintenue par le roi de France Philippe VI avec lettres patentes datées en novembre (texte).

- 1303 : sous le comté de Provence (seigneurie d'Avignon) / Création de l’université d’Avignon (SR) :
  - 1303 : promotion de l'académie d'Avignon en université par le comte Charles II d'Anjou avec lettres patentes datées du 5 mai (texte) ;
  - 1303 : approbation du pape Boniface VIII par bulle datée du 1er juillet (texte) ;
  - 1309 : directement sous la papauté d'Avignon, à la suite de l'installation du pape Clément V.

- 1306 : Création de l’université d’Orléans :
  - 1306 : par bulle du pape Clément V datée du 27 janvier (texte) ;
  - 1312 : confirmation du roi Philippe IV par lettres patentes datées en juillet (texte).

- 1332 : Création de l’université de Cahors (fusionnée) :
  - 1332 : par bulle du pape Jean XXII, originaire de Cahors, datée du 7 juin (texte) ;
  - 1368 : confirmation du prince de Galles Édouard de Woodstock par lettres patentes datées du 4 février (texte) ;
  - 1370 : confirmation du duc Louis Ier d'Anjou par lettres patentes datées du 26 janvier (texte) ;
  - 1370 : confirmation définitive de ces dernières par le roi Charles V avec lettres patentes datées du 19 juillet (texte).

- 1339 : sous le Dauphiné de Viennois / Création de l’université de Grenoble :
  - 1339 : par bulle du pape Benoît XII, qui était sollicité par Humbert II de Viennois, datée du 12 mai (texte) ;
  - 1339 : confirmation des privilèges de Humbert II par lettres patentes datées du 25 juillet (texte) ;
  - 1349 : Humbert sans héritier masculin devenu moine dominicain renonçant son pouvoir, d'où difficulté de l'université. Faute de confirmation du roi Philippe VI, nouveau souverain du Dauphin, elle devait disparaître[T 3],[T 4].

- 1349 : sous le royaume d'Aragon / Création de l’université de Perpignan :
  - 1349 : par lettres patentes du roi Pierre IV datées du 20 mars (texte) ;
  - 1379 : approbation de l'antipape Clément VII par bulle datée du 28 novembre (texte).

- 1364 : sous le comté d'Anjou / Création (vraisemblable) de l'université d'Angers :
  - 1364 : par lettres patentes du roi Charles V, promouvant l'établissement d'Angers en université au rang de celle d'Orléans, datées en juillet (texte publié en 1734 / texte publié en 1868 / texte publié en 1890)[T 5] ;
  - 1366 : avec le mot universis, renouvellement des privilèges par le pape Urbain V, auparavant octroyés au début de son pontificat le 25 janvier 1363 (texte), avec bulle datée du 16 septembre (texte).

- 1365 : sous le Saint-Empire romain germanique (principauté d'Orange) / Création de l’université d’Orange (SR) :
  - 1365 : par diplôme de l'empereur Charles IV, sollicité par le prince d'Orange Raymond III des Baux, daté du 6 juin (texte[T 6]) ;
  - 1366 : privilèges du pape Urbain V accordés aux étudiants par bulle datée du 1er août[4],[T 7] ;
  - 1379 : approbation de l'antipape Clément VII pour le diplôme de Charles IV par bulle datée du 19 mai (texte).

- 1409 : sous le comté de Provence / Création de l’université d’Aix :
  - 1409 : par bulle de l'antipape Alexandre V datée du 9 décembre (texte) ;
  - 1413 : confirmation du comte de Provence Louis II d'Anjou par lettres patentes datées du 31 décembre (texte).

- 1422 : sous le duché de Bourgogne / Création de l’université de Dôle (AR) :
  - 1422 : par bulle du pape Martin V datée du 21 novembre (texte) ;
  - 1423 : confirmation du duc Philippe le Bon par lettres patentes datées du 22 juin (texte) ;
  - 1479 : destruction de l'université, à la suite du deuxième siège de Dôle[5].

- 1431 : Création de l’université de Poitiers :
  - 1431 : par bulle du pape Eugène IV datée du 29 mai (texte) ;
  - 1432 : confirmation du roi Charles VII par lettres patentes datées du 16 mars (texte).

- 1432 : sous le royaume d'Angleterre / Création de l’université de Caen :
  - 1432 : par lettres patentes du roi Henri VI, en faveur du régent Jean de Lancastre, datées en janvier (texte) ;
  - 1437 : approbation par bulle du pape Eugène IV datée du 29 mai (texte / fac-similé) ;
  - 1439 : promulgation de la bulle par le roi Henri VI avec lettres patentes datées du 26 mai (texte) ;
  - 1450 : maintenue par lettres patentes du roi Charles VII datées du 31 juillet, à l'exception de la faculté de droit civil (texte) ;
  - 1451 : confirmation du pape Nicolas V par bulle datée du 6 juillet (texte).

- 1441 : sous le royaume d'Angleterre / Création de l'université de Bordeaux :
  - 1441 : par bulle du pape Eugène IV datée du 7 juin (texte) ;
  - 1473 : confirmation du roi Louis XI par lettres patentes datées en mars[T 8] (texte / texte en traduction française (XVIIIe siècle)).

- 1452 : sous la province du Dauphiné de France / Création de l'université de Valence (SR) :
  - 1452 : par lettres patentes du dauphin Louis, futur Louis XI, datées du 26 juillet (texte) ;
  - 1459 : approbation du pape Pie II par bulle datée du 31 mai (texte) ;
  - 1461 : confirmation de Louis XI, en qualité du roi de France, par lettres patentes datées du 12 octobre (texte).

- 1460 : sous le duché de Bretagne / Création de l’université de Nantes :
  - 1460 : par bulle du pape Pie II datée du 4 avril (texte) ;
  - 1461 : publication de la charte du duc François II datée du 22 avril (texte) ;
  - 1491 : confirmation du roi Charles VIII par lettres patentes datées en avril (texte).

- 1463 : Création de l’université de Bourges (SR) :
  - 1463 : par lettres patentes du roi Louis XI datées en décembre (texte) ;
  - 1464 : approbation du pape Paul II par bulle datée du 12 décembre (texte).
- (1481 - 1483) : Projet de transfert de l’université de Dôle (detruite) à Besançon puis à Poligny :
  - 1481 : vers Besançon par lettres patentes du roi Louis XI datées en mars (texte) ;
  - 1483 : vers Poligny par lettres patentes de Louis XI datées en juillet (texte).

- 1484 : Re-création de l'université de Dôle (1422 - 1479) :
  - 1484 : par lettres patentes du nouveau roi Charles VIII datées du 8 mars (texte).

- 1547 : Re-création de l'université de Grenoble (1339 - après 1349) :
  - 1547 : par le nouveau roi Henri II confirmant les lettres du gouverneur François Ier de Saint-Pol datées du 16 août 1542 (texte (copie faite le 5 juin 1566))[T 9] avec lettres patentes datées en septembre 1547[6] (texte).

- 1548 : Création de l’université de Reims :
  - 1548 : par bulle du pape Paul III, en faveur du cardinal Charles de Lorraine, datée du 6 janvier (texte)[T 10] ;
  - 1548 : confirmation du roi Henri II par lettres patentes datées en mars (texte).

- 1552 : Création de l'université de Tournon (SA) :
  - 1552 : par bulle du pape Jules III datée du 13 mai[7],[T 11] ;
  - 1552 : confirmation de la bulle par le roi Henri II avec lettres patentes datées du 9 novembre[7],[8].

- 1559 - 1560 : sous les Pays-Bas espagnols / Création de l’université de Douai (SR) :
  - 1559 : bulle préparée et datée du 31 juillet[T 12] par le pape Paul IV (mentionnée dans la bulle de Pie IV au-dessous), qui est décédé le 18 août sans la publier ;
  - 1560 : par bulle de son successeur Pie IV datée du 6 janvier (texte) ;
  - 1561 : confirmation du roi Philippe II par lettres patentes datées du 19 janvier (texte).

- « 1561 » : Acte de l'Assemblée du clergé de France tenue à Poissy et daté du 15 septembre :
  - 1561 : décision de l'Église gallicane qui n'autorisait que les titres de Société ou de Collège à la Compagnie de Jésus, y compris l'interdiction de l'usage du titre d'université [de Tournon] (texte).

- [1565 - 1567] : Disparition de l'université de Grenoble ;
  - 1565 : suppression de l'université de Grenoble en profit de celle de Valence par lettres patentes du roi Charles IX datées en avril (extrait issu d'une copie)[9] ;
  - 1566 : arrêt du Conseil royal à Paris, daté du 28 février, confirmant les lettres patentes de Charles IX (extrait) ;
  - 1567 : arrêt définitif du Conseil royal, daté du 6 juin, rejetant l'opposition de la ville de Grenoble[10] ;
  - 1567 : fermeture de ladite université, qui manquait depuis 1565 de finance[T 13] selon l'ordonnance de Charles IX[10],[T 14].

- 1572 : sous le duché de Lorraine / Création de l’université de Pont-à-Mousson (transferée) :
  - 1572 : par bulle du pape Grégoire XIII In supereminenti datée du 5 décembre (texte) ;
  - 1582 : confirmation de son règlement du duc Charles III de Lorraine par lettres patentes datées du 27 mars (texte en extrait copié en 1777 / son fac-similé).

- 1583 : sous le royaume de Navarre / Création de l'université protestante d'Orthez (SA) :
  - 1583 : par édit du roi de Navarre Henri III (futur roi de France Henri IV) daté en septembre et érigeant l'académie en université (texte).

- (1589 - 1598) : Projet de transfert de l'université de Nantes à Rennes :
  - 1589 : par lettres patentes du nouveau roi Henri IV datées du 8 août (texte) ;
  - 1591 : ordonnance d'Henri IV pour la vérification et l'enregistrement des lettres précédentes par lettres patentes datées du 24 août (texte) ;
  - 1598 : finalement renouvellement des privilèges de l'université de Nantes par lettres patentes d'Henri IV datées en avril, mai ou juin (texte sans date)[T 15].

- 1604 : Re-création de l'université de Tournon (1552 - 1561) :
  - 1604 : par lettres patentes du roi Henri IV[11], qui a fait rétablir la Société de Jésuites à Tournon en septembre 1603 (texte), datées du 4 octobre ;
  - 1622 : confirmation des privilèges universitaires par le roi Louis XIII avec lettres patentes datées du 22 décembre[12].

- 1617 : sous le Saint-Empire romain germanique / Création de l'université catholique de Molsheim :
  - 1617 : par bulle du pape Paul V datée du 1er février (texte)[T 16] ;
  - 1617 : confirmation de l'empereur Matthias Ier par lettres patentes datées du 1er septembre (texte (p. CVIII - CXIII)).

- 1620 : Suppression de l'université protestante d'Orthez :
  - 1620 : par le roi Louis XIII concluant l'édit de Pau[T 17], avec son ordonnance présentée dans Le Roy en Béarn (1620) (texte)[13].

- 1621 : sous le Saint-Empire romain germanique / Création de l’université de Strasbourg :
  - 1621 : par lettres patentes, transformant l'académie en université, de l'empereur Ferdinand II datées du 5 février (textes en allemand et en latin)[T 18],[T 19] ;
  - 1685 : maintenue par le roi Louis XIV avec lettres patentes datées du 21 mai (texte).

- « 1623 - 1626 »: Arrêts pour supprimer le titre et la qualité de l'université de Tournon dirigée par la Compagnie de Jésus :
  - 1623 : arrêt du parlement de Toulouse daté du 19 juillet, à la suite de l'opposition de plusieurs universités (texte) ;
  - 1624 : arrêt du Conseil privé du roi Louis XIII daté du 27 septembre renvoyant le dossier au parlement (texte) ;
  - 1626 : arrêt définitif du parlement de Toulouse daté du 29 août qui a remis l'établissement en collège (texte).

- (1691) : Transfert de l’université de Dôle à Besançon :
  - 1691 : par lettres patentes du roi Louis XIV datées en mai (texte).

- [1701 - 1702] : Transfert de l'université catholique de Molsheim dans l'optique de fusionner avec celle de Strasbourg :
  - 1701 : par lettres patentes du roi Louis XIV datées en novembre (texte) ;
  - 1702 : confirmation de l'ordonnance de Louis XIV par lettres patentes datées en février (texte).

- 1722 : Création de l’université de Dijon :
  - 1722 : par lettres patentes du roi Louis XV datées en décembre (texte) ;
  - 1723 : approbation du pape Innocent XIII par bulle datée du 16 avril (texte).

- 1722 : Création de l’université de Pau :
  - 1722 : par lettres patentes du roi Louis XV datées du 10 septembre (texte) ;
  - 1725 : approbation du pape Benoît XIII par bulle datée du 12 mars (texte).

- (1735) : Transfert partiel, de la faculté de droit, de Nantes à Rennes :
  - 1735 : par lettres patentes du roi Louis XV datées du 1er octobre (texte quasiment intégral).

- [1751] : Transfert de l’université de Cahors dans l'optique de fusionner avec celle de Toulouse :
  - 1751 : par édit du roi Louis XV en mai qui la supprimerait au bénéficie de l'université de Toulouse (texte).

- 1764 : sous la République corse / Création de l’université de Corte (Corse) :
  - 1764 : par édit de fondation du chef de l'État Pascal Paoli daté du 25 novembre (texte / traduction en français (1769)).

- (1768) : Transfert de l’université de Pont-à-Mousson à Nancy :
  - 1768 : par lettres patentes du roi Louis XV datées du 3 août (texte (voir p. 404 - 406)).

- 1769 : Fermeture de l'université de Corse :
  - 1769 : à cause de la guerre après le traité de Versailles (1768), notamment à la suite de la bataille de Ponte-Novo en mai qui avait causé l'exil de Pascal Paoli, l'université a dû fermer définitivement ses portes le 25 juin[14],[T 20].

En 1477, le royaume de France ne comptait que 10 universités : Bordeaux (1441), Bourges (1463), Caen (1432), Cahors (1332), Montpellier (1289), Orléans (1306), Paris (1200), Poitiers (1431), Toulouse (1229) et Valence (1452).
À la fin de l'Ancien Régime en 1789, il y existait 22 universités : Aix, Angers, Avignon, Besançon, Bordeaux, Bourges, Caen, Dijon, Douai, Montpellier, Nancy, Nantes, Orange, Orléans, Paris, Pau, Perpignan, Poitiers, Reims, Strasbourg, Toulouse et Valence.

## Révolution
- « An III (1793) » : Décret du 15 septembre (texte)
sur la suppression de lesdites 22 universités, remplacées par les écoles de santé, les écoles centrales, les écoles spéciales et les écoles de droit.

## Sous le Premier Empire
- « 1808 » : Décret impérial du 17 mars par l'empereur Napoléon Ier (texte)
sur la création en titre de l’université de France. En fait, il s'agissait des facultés indépendants, manquants de liens parmi eux et soutenues par l'État[16] ;
- - 1808 - : Statut concernant la division de l'Université en Académies, et les villes qui en seront les chefs-lieux daté en octobre, en conséquence de l'article 4 de ledit décret (texte) :

## Sous la Seconde Restauration
- « 1816 » : Ordonnance du roi de France et de Navarre Louis XVIII datée du 16 février portant suppression des facultés des lettres et des sciences dans les villes y designées (texte)
qui demandait la suppression d'un certain nombre d'anciennes facultés impériales, lesquelles manquaient d'étudiants :
  - Suppression de facultés de lettres : Amiens, Bordeaux, Bourges, Cahors, Clermont, Douai, Grenoble, Limoges, Lyon, Montpellier, Nancy, Nîmes, Orléans, Pau, Poitiers, Rennes et Rouen ;
  - Suppression de facultés de sciences : Besançon, Lyon et Metz.

## Sous la monarchie de Juillet
- « 1833 » : Ordonnance du roi Louis Philippe du 9 décembre qui rétablit la faculté des sciences de Lyon (texte) :
  - 1833 : Re-création de la faculté de sciences de Lyon (1808 - 1816).
- « 1838 » : Ordonnance du roi du 24 août portant création d'une faculté des sciences à Bordeaux et de nouvelles chaires dans les facultés de Caen, Dijon, Strasbourg et Grenoble (texte) :
  - 1838 : Création de la faculté de sciences de Bordeaux.
- « 1838 » : Ordonnance du roi de la même date qui crée des facultés des lettres à Bordeaux, Lyon, Montpellier et Rennes (texte) :
  - 1838 : Re-création des facultés de lettres de Bordeaux, Lyon, Montpellier et Rennes (1808 - 1816).
- « 1840 » : Ordonnance du roi du 12 septembre qui crée une faculté des sciences au chef-lieu de l'Académie de Rennes (texte) :
  - 1840 : Création de faculté de sciences de Rennes.
- « 1845 » : Ordonnance du roi du 15 février qui crée une faculté des sciences au chef-lieu de l'académie de Besançon (texte) : 
  - 1845 : Re-création de faculté de sciences de Besançon (1808 - 1816).
- « 1845 » : Ordonnance du roi du 8 octobre relative à la création d'une faculté des lettres à Poitiers (texte) :
  - 1845 : Re-création de faculté de lettres de Poitiers (1808 - 1816).
- « 1846 » : Ordonnance du roi du 11 juin qui crée une faculté des lettres au chef-lieu de l'académie d'Aix (texte) :
  - 1846 : Création de faculté de lettres d'Aix.

## Sous le Second Empire
- « 1864 » : Décret impérial de l'empereur Napoléon III daté du 9 janvier (texte) :
  - 1864 : Re-création de la faculté de droit de Nancy.

## Sous la Troisième République
- « 1871 » : Décret impérial du 11 décembre[25] :
  - 1872 : Re-création d'université de Strasbourg (1621 - 1793), en tant qu'université impériale, Kaiser-Wilhelms-Universität[26].

- « 1872 » : Décret portant création d'une faculté de médecine et d'une école supérieure de pharmacie à Nancy daté du 2 octobre et signé par le président de la République Adolphe Thiers (texte) :
  - (1872) : Transfert de la faculté française de médecine de Strasbourg à Nancy.

- « 1875 » : Loi du 12 juillet relative à la liberté de l'enseignement supérieur, dite loi Laboulaye (texte)
selon laquelle cinq universités ont été fondés à partir de 1875[27]. Le titre d'université était autorisé, à condition que les trois facultés essentielles y soient établies : lettres, sciences et droit. C'est la raison pour laquelle, au début, elles manquaient de faculté de théologie[28] :
  - 1875 : Création de l'université catholique de Lille (privée) avec la faculté de droit  dont le projet a débuté en 1872[29],[30] ;
1876 statut Up : ratification définitive du pape Pie IX en tant qu'université pontificale par lettres apostoliques datées du 16 décembre (extrait en traduction)[31] ;
1877 statut Ul : nom de l'université catholique de Lille officialisé avec les trois facultés essentielles (droit, lettres et sciences), le 4 janvier, à l'exception de la faculté de médecine et de pharmacie[T 24] qui n'était pas encore officiellement reconnue[29].
  - 1875 Ul : Création de l'université catholique de Paris, avec les cours de la faculté de droit débutés le 17 novembre , ensuite ceux des facultés de lettres  et de sciences  en décembre ;
1889 Up : faculté pontificale (canonique) de théologie, érigée par lettres apostoliques du pape Léon XIII datées du 10 décembre (texte).
  - 1875 : Création de l'université catholique de Lyon (privée)[32], avec la faculté de droit  ;
1877 Ul : les trois facultés formées en conformant à la loi, et officiellement constituées par le nouvel archevêque de Lyon Louis-Marie Caverot[32],[28] ;
1886 Up : faculté pontificale de théologie, érigée par lettres apostoliques de Léon XIII datées du 16 avril (texte).
  - 1875 : Création de l'université catholique d'Angers (autrement université catholique de l'Ouest) avec la faculté de droit [33] sous le soutien de Pie IX  ;
1877 Ul et Up : ratification pontificale par lettre apostolique de Pie IX datée du 14 août, laquelle a érigé les trois facultés libres fondées auparavant (droit, lettres et sciences) en université (texte[T 25]).
  - 1877 : Création de l'université catholique de Toulouse avec la faculté de droit inaugurée le 15 novembre[27] ;
1889 Up : faculté pontificale de théologie, érigée par lettres apostoliques de Léon XIII datées du 20 décembre (texte).

- « 1875 » : Décret du 29 octobre (texte) : 
  - 1875 : Création de la faculté de droit de Lyon (publique).

- 1875 - 1880 : Projet de re-création de la faculté de théologie de l'université de Poitiers :
  - 1875 Up : Par lettre du pape Pie IX datée du 1er octobre (texte) ;
  - 1880 : plainte par lettre de Jules Ferry, ministre de l'Instruction publique, contre l'usage du titre universitaire[34],[T 26].

- « 1875 » : Ladite loi du 12 juillet :
  - 1875 : École libre des sciences politiques[T 27], qui a été fondée en 1871, devenue établissement libre d'enseignement supérieur par cette loi[35].

- « 1875 » : Ladite loi du 12 juillet :
  - 1875 : Création de l'École libre de droit de Nantes en qualité d'établissement libre d'enseignement supérieur et subventionnée par la ville de Nantes, au lieu de la faculté de droit qui a été transféré à Renne en 1735 par Louis XV[35],[36],[37] ;
  - [1946] : devenue définitivement, le 9 octobre, un des instituts de l'université de Rennes (Institut de droit)[38].

- « 1877 » : Décret du 27 mars transférant à Paris la faculté mixte de théologie protestante dont le siège était à Strasbourg (texte) :
  - (1877) : Transfert de la faculté de théologie protestante de Strasbourg en tant que faculté de théologie protestante de Paris.

- « 1880 » : Loi du 18 mars relative à la liberté de l'enseignement supérieur (texte)
qui limitait considérablement la loi Laboulaye au profit des facultés de l'État, surtout l'interdiction de l'usage du titre d'université :
  - université catholique d'Angers devenue Facultés catholiques d'Angers[39] ;
  - université catholique de Lille devenue Facultés catholiques de Lille[40] ;
  - université catholique de Lyon devenue Facultés catholiques de Lyon[41] ;
  - université catholique de Paris devenue Institut catholique de Paris[42] ;
  - université catholique de Toulouse devenue Institut catholique de Toulouse[43].

- « 1880 » : Ladite loi du 18 mars :
  - 1881 : Création de la faculté libre de droit de Marseille par douze docteurs en droit, tous avocats, pour la ville de Marseille qui manquait de faculté de droit, en qualité de faculté laïque[44],[T 28] ;
  - après 1940 : fermeture définitive[T 29].

- « 1885 » : Loi du 21 mars relative au budget[45] :
  - 1885 : disparition des facultés publiques de théologie catholique, à la suite de la suppression du crédit, votée par la Chambre lors de la séance du 12 mars, lequel avait initialement été sauvegardé par le Sénat[T 30].

- « 1887 » : Décret du 22 octobre (texte) :
  - 1887 : transfert partiel des facultés des lettres et de droit, de Douai à Lille.

- « 1896 » : Loi du 10 juillet relative à la constitution des universités, dite loi Liard (texte / notice )
selon laquelle les anciennes facultés ont été transformées, ce jour-là, en universités tandis qu'elle a donné naissance à trois nouvelles universités, y compris un transfert[T 31]. En conséquence, la République comptait 15 universités publiques dans 16 villes dont Aix et Marseille (pour le détail des facultés, voir le tableau sommaire de l'instruction publique en France (1851)) :
  - Re-création de l’université d'Aix-Marseille (1409 - 1793) ;
  - Re-création de l’université de Besançon (1422 - 1479 / 1484 - 1691 - 1793) ;
  - Re-création de l’université de Bordeaux (1441 - 1793) ;
  - Re-création de l’université de Caen (1432 - 1793) ;
  - Re-création de l’université de Dijon (1722 - 1793) ;
  - Re-création de l’université de Grenoble (1339 - après 1349 / 1547 - 1567) ;
  - Re-création de l’université de Montpellier (1289 - 1793) ;
  - Re-création de l’université de Nancy (1572 - 1768 - 1793) ;
  - Re-création de l’université de Paris (1200 - 1793) ;
  - Re-création de l’université de Poitiers (1431 - 1793) ;
  - Re-création de l’université de Rennes (1460 - 1735 - 1793) ;
  - Re-création de l’Université de Toulouse (1229 - 1793) ;
  - 1896 : Création de l’université de Clermont-Ferrand[46] ;
  - 1896 : Création de l’université de Lyon (publique)[47] ;
  - (1896) : En tant qu'université de Lille (publique), transfert de l'ancienne université de Douai (1559/1560 - 1793) à Lille[48].

- « 1901 » : Loi du 1er juillet 1901 relative au contrat d'association (texte) : 
  - Dorénavant, toutes les universités privées sont régies de cette loi, à moins que leur siège soit placé dans les départements du Haut-Rhin, du Bas-Rhin ou de la Moselle.

- « 1909 » : Loi du 30 décembre[49] ;
- « 1910 » : Décret du 4 janvier[49] :
  - 1910 : Création de l’université d'Alger.

- « 1919 » : Traité de Versailles signé le 28 juin qui a restitué la ville de Strasbourg à la France ;
- « 1919 » : Arrêtés du commissaire général de la République chargé de réorganiser les trois anciens départements d'Alsace-Lorraine datés du 28 juillet[50] : 
  - 1919 : Re-création de l'université française de Strasbourg (1685 - 1793), avec les deux facultés de la théologie rétablies[51],[T 32],[T 33].

- « 1919 » : Décret du 19 novembre (texte) :
  - 1919 : Re-création de la faculté de médecine française (et de l'école supérieure de pharmacie) à Strasbourg, transférée en 1872 à Nancy et dans la suite y maintenue par la décision du gouvernement en 1919[T 34].

## Seconde Guerre mondiale
- « 1939 » : Décret-loi du 1er septembre (texte) ;
  - (1939) : Déplacement (évacuation) de l'université française de Strasbourg vers Clermont-Ferrand au début de septembre, en tant que dite université de Strasbourg maintenue à Clermont-Ferrand[52].

- « 1941 » : Ordre (vraisemblablement) de Bernhard Rust, ministre de l'éducation de Reich, ou de Robert Wagner[53] ;
  - 1941 : Ré-création de l'université allemande de Strasbourg (1872 - 1918) en tant qu'université du Reich de Strasbourg.

- « 1944 » : Décret du 2 janvier par le régime de Vichy[54] ;
  - (1944) : Début des projets de dispersion de l'université française de Strasbourg après l'événement de la rafle de Clermont-Ferrand (25 novembre 1943) ; d'abord avec le remplacement de son recteur, ayant pour but de la faire disparaître (de transférer chaque faculté à Aix, Angers, Besançon, Clermont, Limoges, Montauban, Montpellier, Toulouse ou Tour)[54].

- « 1944 » : Décret du 18 décembre [55] ;
  - (1944) : Transfert du siège de l'université allemande de Strasbourg vers Tübingen, à la suite de son évacuation[56].

- « 1945 » : (décret inconnu[T 35]) ;
  - (1945) : Rétablissement de l'université française à Strasbourg à partir de l'année 1945/1946, après que celle de 1944/1945 a été achevée à Clermont-Ferrand en présence du général de Gaulle le 30 juin[57]. Elle garde jusqu'ici tant la faculté de théologie catholique que la faculté de théologie protestante.

## 1961 - 1967: commencement de la décentralisation
- « 1961 » : Décret no 61-1519 du 29 décembre (texte) :
  - 1962 : Re-création de l’université de Nantes (1460 - 1793) à compter du 1er janvier 1962.

- « 1965 » : Décret no 65-906 du 23 octobre (texte) :
  - 1965 : Création de l’université de Nice à compter du 1er octobre 1965.

- « 1966 » : Décret no 66-236 du 14 avril (texte) :
  - 1966 : Création de l'université de Rouen à compter du 1er janvier 1966.

- « 1966 » : Décret no 66-235 du 14 avril (texte) :
  - 1966 : Re-création de l’université d'Orléans (1306 - 1793) à compter du 1er janvier 1966.

- « 1967 » : Décret no 67-330 du 31 mars (texte) : 
  - 1967 : Re-création de l’université de Reims (1548 - 1793) à compter du 1er janvier 1967.

## 1968 - 1971: démarche d'une grande réforme par l'État
- « 1968 » : Loi no 68-978 du 12 novembre, dite loi Faure (texte)
qui a favorisé la création de nombreuses universités de proximité, notamment dans les dites villes moyennes[ge 1] :
  - « 1970 » : Décrets concernant les scissions effectuées le 1er janvier 1971 :
    - Décret no 70-246 du 21 mars (texte) :
      - Scission de l'université de Bordeaux en trois : Bordeaux-I, Bordeaux-II, Bordeaux-III ;
      - Scission de l’université de Paris en treize : Paris-I, Paris-II, Paris-III, Paris-IV, Paris-V, Paris-VI, Paris-VII, Paris-VIII, Paris-IX, Paris-X, Paris-XI, Paris-XII, Paris-XIII.

    - Décret no 70-1174 du 17 décembre (texte) ;
    - Décret du 23 décembre (texte) : 
      - Scission de l'université d'Aix-Marseille en deux : Aix-Marseille-I, Aix-Marseille-II ;
      - Scission de l'université de Grenoble en quatre : Grenoble-I, Grenoble-II, Grenoble-III, Institut national polytechnique de Grenoble ;
      - Scission de l'université de Lille en trois : Lille-I, Lille-II, Lille-III ;
      - Scission de l'université de Lyon en deux : Lyon-I, Lyon-II ;
      - Scission de l'université de Montpellier en trois : Montpellier-I, Montpellier-II, Montpellier-III ;
      - Scission de l'université de Nancy en trois : Nancy-I, Nancy-II, Institut national polytechnique de Lorraine ;
      - Scission de l’université de Rennes en deux : Rennes-I, Rennes-II ;
      - Scission de l’université de Strasbourg en trois : Strasbourg-I, Strasbourg-II, Strasbourg-III ;
      - Scission de l’université de Toulouse en quatre : Toulouse-I, Toulouse-II, Toulouse-III, institut national polytechnique de Toulouse.

  - « 1970 » : Ledit décret du 23 décembre :
    - 1971 : 
      - Création de trois instituts nationaux polytechniques à Grenoble, Nancy et Toulouse (voir ci-dessus).

  - « 1970 » : Lesdits décrets du 17 et du 23 décembre : 
    - 1971 : 
      - Création de l’université d’Amiens ;
      - Création de l'université de Brest ;
      - Création de l'université de Limoges ;
      - Création de l'université de Metz ;
      - Création de l'université de Saint-Étienne ;
      - Création de l'université de Tours ;

    - 1971 : Re-création de l’université de Pau (1722 - 1793).

  - « 1970 » : Ledit décret du 17 décembre créant plusieurs centres universitaires (finalement érigées en université) :
    - 1971 :
      - Création du centre universitaire de Chambéry (université de Savoie) ;
      - Création du centre universitaire du Mans (université du Maine) ;
      - Création du centre universitaire de Toulon (université de Toulon) ;
      - Création du centre universitaire de Valencienne (université polytechnique Hauts-de-France) ;
ainsi que (« avec deux autres décrets »)
      - Création du centre universitaire de Mulhouse, dit centre universitaire du Haut-Rhin[58] (université de Haute-Alsace) ;
      - Création du centre universitaire des Antilles et de la Guyane[59] (université des Antilles et de la Guyane) ;
      - Création du centre universitaire de Saint-Denis-de-la-Réunion[59] (université de La Réunion).

    - 1971 : 
      - Création du centre universitaire d'Angers (re-création de l'université d'Angers (1364- 1793)) ;
      - Création du centre universitaire de Perpignan (re-création de l'université de Perpignan (1349 - 1793)).

## 1972 - 2004: encore massification et décentralisation
(« 1968 » : Ladite loi Faure no 68-978) :
- 1972 :
  - Changement de statu du centre universitaire d'Angers qui a fait rétablir l'université d'Angers (1364 - 1793)[60],[T 36].
- 1973 :
  - Scission de l’université Lyon-II en deux : Lyon-II et Lyon-III[61] ;
  - Scission de l’université Aix-Marseille-II en deux : Aix-Marseille-II et Aix-Marseille-III[62].

- 1975 : 
  - Re-création de l’université de Corse (1764 - 1769)[63].
  - Changement de statut du centre universitaire du Haut-Rhin qui est devenu université de Mulhouse Haut-Rhin[64].

- 1976 : 
  - Scission de l’université de Clermont-Ferrand en deux : Clermont-Ferrand-I et Clermont-Ferrand-II[65].

- 1977 : 
  - Changement de statut du centre universitaire du Mans qui est devenu université du Mans[66].

- - 1978 - :
  - Création du ministre des Universités, le 10 janvier, érigé du secrétaire d'État aux Univeristés, auprès du deuxième cabinet Raymond Barre[67].

- 1978 : 
  - Changement de statut du centre universitaire de Valenciennes qui est devenu université de Valenciennes[68].

- 1979 :
  - Changement de statut du centre universitaire de Perpignan qui a fait rétablir l’université de Perpignan (1349 - 1793)[69] ;
  - Changement de statut du centre universitaire de Toulon qui est devenu université de Toulon[70] ;
  - Changement de statut du centre universitaire de Chambéry qui est devenu université de Chambéry[71].

- 1982
  - Changement de statut du centre universitaire des Antilles et de la Guyane qui est devenu université des Antilles et de la Guyane[72].
  - Changement de statut du centre universitaire de la Réunion qui est devenu université de La Réunion[73].

- 1984 :
  - Re-création de l’université d’Avignon (1303 - 1793)[74].
- 1984 :
  - Création de l’université du Havre[75].

- « 1984 » : Loi no 84-52 du 26 janvier, dite loi Savary (texte)
qui était une révision de la loi Faure. La loi Savary a créé la catégorie grand établissement. Le remaniement des universités a pris une pose, après le retrait du projet de loi Savary en 1984 puis celui du projet de loi Devaquet en 1986.

- - 1990 - : Plan Université 2000 par Conseil des ministres (texte)
qui cherchait, dans l'optique de moderniser l'enseignement supérieur, le troisième type d'université, dites universités nouvelles, avec un investissement très important de l'État durant cinq ans, de 1991 à 1995[76].

- 1991 : 
  - Création de l’université de Marne-la-Vallée[77] ;
  - Création de l’université d'Évry-Val d'Essonne[78] ;
  - Création de l’université de Cergy-Pontoise[79] ;
  - Création de l’université de Versailles-Saint-Quentin-en-Yvelines[80] ;
  - Création de l’université d'Artois[81] ;
  - Création de l’université du Littoral[82].

- 1993 :
  - Création de l’université de La Rochelle[83].

- 1995 :
  - Création de l’université de Bretagne-Sud[84].

- 1995 : 
  - Scission de l’université Bordeaux-I en deux : Bordeaux-I et Bordeaux-IV[85].

- 1999 :
  - Création de l'université de la Nouvelle-Calédonie[86] ;
  - Création de l’université de la Polynésie française[86].

- 2002 :
  - Création du centre universitaire de formation et de recherche de Nîmes[87] ;
  - Création du centre universitaire de formation et de recherche du Nord-Est Midi-Pyrénées Jean-François-Champollion[88].

- 2004 : 
  - Changement de statut de l’université Paris-IX qui est devenue grand établissement université Paris-Dauphine[89].

## Depuis 2007: changements de statut et fusions sous la mondialisation
- « 2007 » : Loi relative aux libertés et responsabilités des universités no 2007-1199 du 10 août, dite LRU (texte)
qui charge et oblige aux universités de restructurer, notamment en préférences des universités d'excellence[ge 2]. Par exemple de sorte que les universités françaises puissent conserver la meilleure place dans les classements mondiaux[ge 3]. La restructuration est conçue en adoptant le modèle universitaire américain[90].

- 2007 : 
  - Changement de statut de l’institut national polytechnique de Grenoble qui est devenu grand établissement institut polytechnique de Grenoble[91].
  - Changement de statut du centre universitaire de formation et de recherche de Nîmes qui est devenu université de Nîmes[92].

- 2009 : 
  - Fusion des universités Strasbourg-I, Strasbourg-II, Strasbourg-III en faveur de la re-création de l’université de Strasbourg[93].

- « 1983 » : Code de droit canonique / livre III / titre III / chapitre II : Les universités catholiques et les autres instituts d'études supérieures (canons 807 - 814 (texte)) ;
- « 1990 » : Constitution apostolique Ex Corde Ecclesiæ, article II-3-1 (Érection d'une université catholique (texte)) :
  - 2010 : Érection de l'Institut catholique de Vendée, fondé en 1989, en université catholique, promu par l'évêque de Luçon Alain Castet le 4 avril ; confirmation du statut d'université catholique conformant aux ordonnances de la Conférence des évêques de France le 23 juin[94].

- 2011 : 
  - Création du centre universitaire de formation et de recherche de Mayotte[95].

- 2012 :
  - Fusion des universités Aix-Marseille I, Aix-Marseille-II, Aix-Marseille-III en faveur de la re-création de l’université d'Aix-Marseille[96] ;
  - Fusion des universités de Metz, Nancy-I, Nancy-II, institut national polytechnique de Lorraine en faveur de la création du grand établissement université de Lorraine[97].

- « 2013 » : Loi relative à l'enseignement supérieur et à la recherche no 2013-660 du 22 juillet 2013, dite loi ESR (texte)
sur le développement de la culture scientifique.

- 2014 : 
  - Fusion des universités Bordeaux-I, Bordeaux-II et Bordeaux-IV et re-création de l’université de Bordeaux[98].

- 2015 : 
  - Scission de l’université des Antilles et de la Guyane en deux : université des Antilles et université de Guyane[99] ;
  - Fusion des universités Montpellier-I et Montpellier-II et re-création de l’université de Montpellier[100].

- 2016 : 
  - Fusion des universités Grenoble-I, Grenoble-II et Grenoble-III et re-création de l’université Grenoble-Alpes[101].

- 2017 : 
  - Fusion des universités Clermont-Ferrand-I et Clermont-Ferrand-II et re-création de l’université Clermont-Auvergne[102].

- 2018 : 
  - Fusion des universités Paris-IV, Paris-VI et création de Sorbonne Université[103] ;
  - Fusion des universités Lille-I, Lille-II, Lille-III et re-création de l'université de Lille[104].

- « 2018 » : Ordonnance no 2018-1131 du 23 décembre 2018 relative à l'expérimentation de nouvelles formes de rapprochement, de regroupement ou de fusion des établissements d'enseignement supérieur et de recherche (texte)
 est un assouplissement de la loi ESR de 2013[105].

- 2020 : 
  - Fusion des universités Paris-V et Paris-VII et création de l’établissement expérimental université de Paris[106] ;
  - Fusion de l’université Paris-XI et création de l’établissement expérimental université Paris-Saclay[107] ;
  - Changement de statut de l’université de Valenciennes qui est devenu établissement expérimental Université polytechnique des Hauts-de-France[108] ;
  - Changement de statut de l’université de Nice qui est devenu l’établissement expérimental Université Côte d'Azur[109] puis un grand établissement en 2024[110] ;
  - Changement de statut de l’université de Cergy-Pontoise qui est devenu établissement expérimental CY Cergy Paris Université[111] puis un grand établissement en 2025[112] ;
  - Changement de statut de l’université de Marne-la-Vallée qui est devenu établissement expérimental Université Gustave-Eiffel[113] ;
  - Changement de statut de l’université Grenoble-Alpes qui est devenu un établissement expérimental[114] puis un grand établissement en 2023[115].

- 2021 : 
  - Changement de statut de l’université Clermont-Auvergne qui est devenu un établissement expérimental[116].

- 2022 : 
  - Changement de statut de l’université de Nantes qui est devenu un établissement expérimental[117] ;
  - Changement de statut de l’université Paris-II qui est devenu un établissement expérimental[118].

- 2023 : 
  - Changement de statut de l’université Toulouse-I qui est devenu établissement expérimental Université Toulouse-Capitole[119].

- 2024 : 
  - Changement de statut du centre universitaire de formation et de recherche de Mayotte qui sont devenus établissement public à caractère scientifique, culturel et professionnel Université de Mayotte[120].

- 2025 : 
  - Changement de statut de l’université de Montpellier-III qui est devenu établissement expérimental Université Paul-Valéry[121] ;
  - Changement de statut de l’université de Nîmes qui est devenu un établissement expérimental[122],
  - Changement de statut de l’université de Besançon qui est devenu établissement expérimental Université Marie-et-Louis-Pasteur[123] ;
  - Changement de statut de l’université de Saint-Étienne qui est devenu établissement expérimental Université Jean-Monnet[124] ;
  - Changement de statut de l’université de Toulouse-III qui est devenu établissement expérimental Université de Toulouse[125] ;
  - Changement de statut de l’université de Dijon qui est devenu établissement expérimental Université Bourgogne Europe[126] ;
  - Changement de statut de l’université de Brest qui est devenu un établissement expérimental[127].